# José Ribamar
José Ribamar Neves Filho (Manaus, 30 de janeiro de 1944), ou simplesmente como José Ribamar, é um pesquisador, crítico musical e médico brasileiro.
Trabalhou no país Guiné-Bissau, no qual frequentou entre 1974 e 1976 como jornalista em música popular e teatro brasileiro, do jornal "No Pintcha".